# Placuna lobata
Placuna lobata is een tweekleppigensoort uit de familie van de Placunidae. De wetenschappelijke naam van de soort is voor het eerst geldig gepubliceerd in 1871 door G.B. Sowerby II.